# 豪快!御影屋
『豪快!御影屋』（ごうかい みかげや）は、一部TBS系列局で放送されていた毎日放送製作のバラエティ番組である。製作局の毎日放送では1996年4月9日（8日深夜）から1998年3月24日（23日深夜）まで放送。

## 概要
出演者の久本朋子が東京都内在住の人々と交流する姿を通じて、東京という街を見ていくことをコンセプトにした深夜番組。具体的には、番組側が毎回設けるテーマをもとに久本が都内在住の一般人たちと世間話をしたり、番組企画への参加を促したりするというものだった。オープニングでは「○○（毎週変わる）から東京という街を検証するドキュメントバラエティ番組である」というテロップが流れていた。番組タイトルは、企画・構成を担当した高須光聖の実家の青果店の屋号に因んでいる。在阪テレビ局の番組であるが、収録は基本的に東京都内で行われていた。
この番組は、『ビデリンが行く!』終了後の後番組の1つとしてスタートした。同時期にスタートした火曜深夜・水曜深夜・木曜深夜の後番組群がいずれも2クール以内に打ち切られていたのに対し、月曜深夜のこの番組だけは2年にわたって放送されていた。系列局のテレビユー福島や静岡放送などでも番組販売を通じて放送されていたが、いずれもネット状況は毎日放送の約2週間遅れだった。

## 出演者
- 久本朋子
- 山本圭壱（当時極楽とんぼ） - 草野球企画に出演。この企画には久本は出演せず。
- 斉木しげる（シティボーイズ） - 「紅白ウソ合戦」という企画で久本とともに司会を務めた。

## 企画
シンデレラ・エキスプレスを追い抜こう
日曜日の夜の東京駅で遠距離恋愛のカップルを取材。彼氏（彼女）が大阪行きの新幹線に乗った後に、久本が残った彼女（彼氏）に「あの新幹線を追い抜いて、大阪で再会しませんか？」と声をかけ、実際にジェットヘリなどを使って大阪に先回りをして再会させてあげようという企画。関西国際空港から阪神高速道路湾岸線を移動中に渋滞に遭い、新大阪駅で迎える予定を変更し、彼女の家の近所まで行く。BGMにチューリップの「青春の影」が流れ出す。
ホーホケキョを口笛で吹いてください
口笛でホーホケキョと吹いてくださいと呼びかけていた企画。

芸能人の家の前で写真撮影
久本が芸能人の家の前で一人で記念撮影する模様を放送。最後には久本の自宅前で記念撮影。

花束を買っていく人
どのような人がどのような理由で花束を買っていくのかを調べる企画。
七夕スペシャル
番組のラストで東京タワーの展望台に笹を置き、願い事を書いた札を括り付けていた。
1日で引越し
街を行く若者に「引越ししませんか？」と声をかけ、承諾した者にその日のうちに番組が用意したアパートへ引越しさせる企画。引越し先は東京都世田谷区三軒茶屋。声の出演：関口和之（サザンオールスターズ）。
雨
雨が降っている日でも傘をささずに新宿でどれだけ楽しめるのかを検証。東ポイント：BYGSビル、西ポイント：東京都庁舎、南ポイント：髙島屋より南、北ポイント：西武新宿駅。

蛍を見たい
東京都内で蛍を見られる場所を、都内在住の者に教えてもらいながら探し歩く企画。
成人式
事情があって成人式に出席できなかった者に、番組で成人式をしてあげようという企画。街中で成人式についての話を聞いて回り、成人式に出ていないと答えた者には「成人式をやるから、都合が付いたら参加してくれませんか？」と番組で企画した成人式に招待していた。しかし結局誰も来ず、久本一人で成人式を挙行した。
クリスマススペシャル・テレビ電話
関西・東京間で遠距離恋愛をしていてクリスマスに会えないというカップルに、テレビを使って一方的だけど会わせてあげようという企画。この企画のみ生放送で行われた。この番組は東京では放送されていなかったため、放送エリアである関西に住む側から東京に住む恋人に中継を行っている場所（芝公園）に行くように指示してもらい、実際に来た者には関西に住む恋人にテレビを使ってメッセージを送らせてあげた。エッセイストの島村洋子は著書の『恋愛のすべて。』（2001年5月、集英社、ISBN 4-08-780325-2）に、このコーナーに登場したカップルの様子に号泣したと記している。
紅白ウソ合戦
街を行く人々（白組の斉木は男性、紅組の久本は女性）に「○○さんが性転換手術を受けた」などの突飛な嘘をつき、「ウソだー」と言われた回数の多い組が勝者となるルールで行われた企画。この番組では珍しいお笑い系の企画である。
10円玉の旅
ある私鉄の駅の自動改札機に10円玉1枚をわざと置き、それを拾った者に付いていく企画。拾うまでは隠し撮りだが、拾った直後に声を掛け、久本以下スタッフが拾った者と話をしながら行けるところまで行くというものであった。

東京にある大阪っぽい地名
東京にある茶屋町（大阪市北区→東京都台東区）、京橋（大阪市都島区→東京都中央区）などで久本自身がロケを行う。
御影屋 TOKYO MAP （永久保存版）
総集編。

## スタッフ
- 企画・構成：高須光聖
- プロデューサー：浜田尊弘
- ほか

## オープニングテーマ
「DOOPEE TIME」
作詞・作曲・編曲：ヤン富田 / 歌：DOOPEES

## 放送局
| 放送対象地域   | 放送局         | 系列    | 放送日時                                                                                                   | 備考   |
| -------------- | -------------- | ------- | --- | ------ |
| 近畿広域圏     | 毎日放送       | TBS系列 | 火曜 0:50 - 1:50 （月曜深夜、1996年4月 - 1997年9月） 火曜 0:55 - 1:55 （月曜深夜、1997年10月 - 1998年3月） | 製作局 |
| 福島県         | テレビユー福島 | TBS系列 | 不明 |        |
| 静岡県         | 静岡放送       | TBS系列 | 不明 |        |
| 岡山県・香川県 | 山陽放送       | TBS系列 | 土曜 1:30 - 2:30 （金曜深夜、1997年 - 1998年頃）                                                           |        |
| 愛媛県         | 伊予テレビ     | TBS系列 | 不明 |        |